# Acanthagrion ascendens
Acanthagrion ascendens – gatunek ważki z rodziny łątkowatych (Coenagrionidae). Występuje w Ameryce Południowej.